# Lista comunelor din Haiti

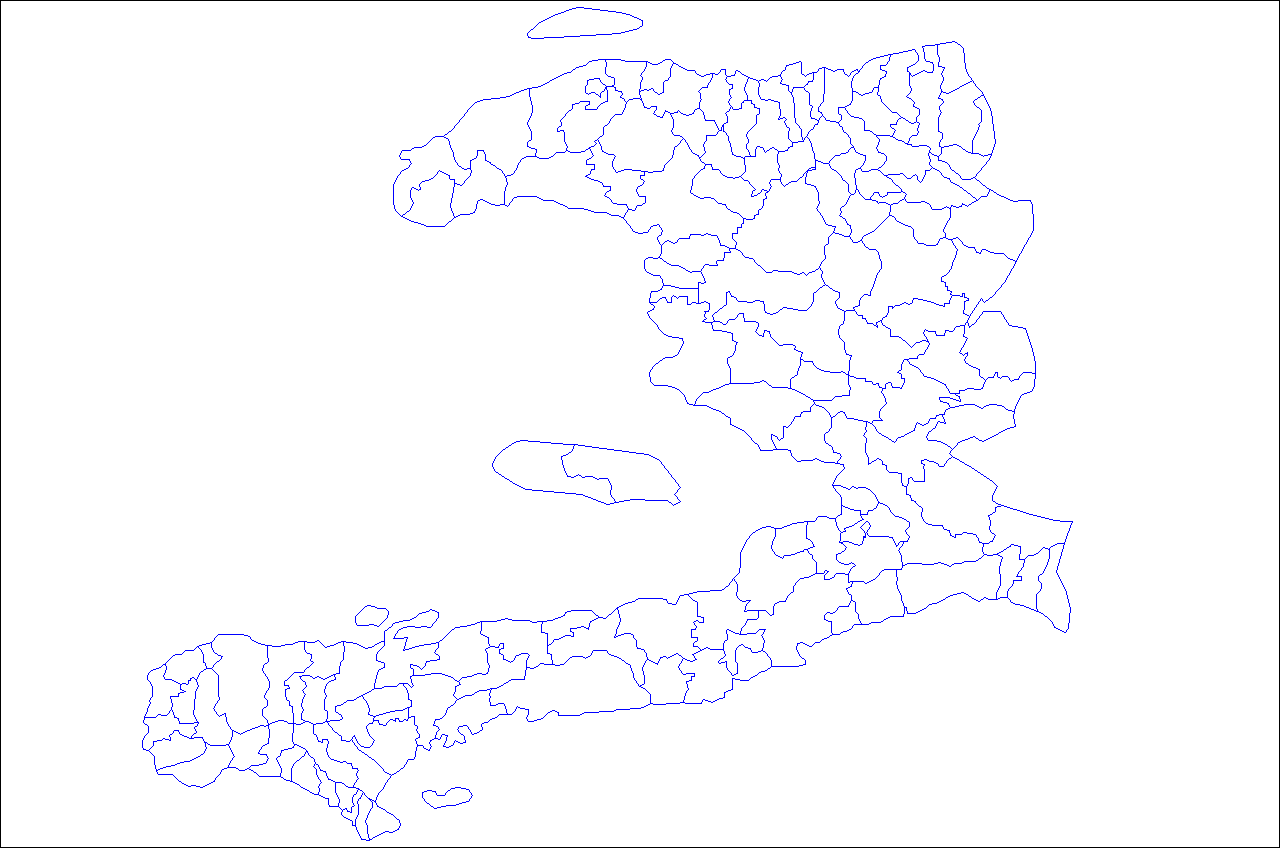
Comunele din Haiti

Comuna este diviziunea administrativă de nivelul trei în Haiti. Cele 10 departamente conțin 42 de arondismente, care la rândul lor sunt divizate în 140 de  comune.

## Lista

### Departamentul Artibonite
- Arondismentul Dessalines
  - Desdunes
  - Dessalines
  - Grande-Saline
  - Petite Rivière de l'Artibonite

- Arondismentul Gonaïves
  - Ennery
  - L'Estère
  - Gonaïves

- Arondismentul Gros Morne
  - Anse-Rouge
  - Gros-Morne
  - Terre-Neuve

- Arondismentul Marmelade
  - Marmelade
  - Saint-Michel-de-l'Atalaye

- Arondismentul Saint-Marc
  - La Chapelle
  - Saint-Marc
  - Verrettes

### Departamentul Centre
- Arondismentul Cerca-la-Source
  - Cerca-la-Source
  - Thomassique

- Arondismentul Hinche
  - Cerca-Carvajal
  - Hinche
  - Maïssade
  - Thomonde

- Arondismentul Lascahobas
  - Belladère
  - Lascahobas
  - Savanette

- Arondismentul Mirebalais
  - Boucan-Carré
  - Mirebalais
  - Saut-d'Eau

### Departamentul Grand'Anse
- Arondismentul Anse d'Hainault
  - Anse-d'Hainault
  - Dame-Marie
  - Les Irois

- Arondismentul Corail
  - Beaumont
  - Corail
  - Pestel
  - Roseaux

- Arondismentul Jérémie
  - Abricots
  - Bonbon
  - Chambellan
  - Jérémie
  - Moron

### Departamentul Nippes
- Arondismentul Anse-à-Veau
  - Anse-à-Veau
  - Petit-Trou-de-Nippes
  - L'Asile
  - Arnaud
  - Plaisance-du-Sud

- Arondismentul Baradères
  - Baradères
  - Grand-Boucan

- Arondismentul Miragoâne
  - Miragoâne
  - Petite-Rivière-de-Nippes
  - Fonds-des-Nègres
  - Paillant

### Departamentul Nord
- Arondismentul Acul-du-Nord
  - Acul-du-Nord
  - Milot
  - Plaine-du-Nord

- Arondismentul Borgne
  - Borgne
  - Port-Margot

- Arondismentul Cap-Haïtien
  - Cap-Haïtien
  - Limonade
  - Quartier-Morin

- Arondismentul Grande-Rivière-du-Nord
  - Bahon
  - Grande-Rivière-du-Nord

- Arondismentul Limbé
  - Bas-Limbé
  - Limbé

- Arondismentul Plaissance
  - Pilate
  - Plaisance

- Arondismentul Saint-Raphaël
  - Dondon
  - La Victoire
  - Pignon
  - Ranquitte
  - Saint-Raphaël

### Departamentul Nord-Est
- Arondismentul Fort-Liberté
  - Fort-Liberté
  - Perches
  - Ferrier

- Arondismentul Ouanaminthe
  - Capotille
  - Mont-Organisé
  - Ouanaminthe

- Arondismentul Trou-du-Nord
  - Caracol
  - Sainte Suzanne
  - Terrier-Rouge
  - Trou-du-Nord

- Arondismentul Vallières
  - Carice
  - Mombin-Crochu
  - Vallières

### Departamentul Nord-Ouest
- Arondismentul Môle-Saint-Nicolas
  - Baie-de-Henne
  - Bombardopolis
  - Jean-Rabel
  - Môle-Saint-Nicolas

- Arondismentul Port-de-Paix
  - Bassin-Bleu
  - Chansolme
  - La Tortue
  - Port-de-Paix

- Arondismentul Saint-Louis-du-Nord
  - Anse-à-Foleur
  - Saint-Louis-du-Nord

### Departamentul Ouest
- Arondismentul Arcahaie
  - Arcahaie
  - Cabaret

- Arondismentul Croix-des-Bouquets
  - Cornillon
  - Croix-des-Bouquets
  - Fonds-Verrettes
  - Ganthier
  - Thomazeau

- Arondismentul La Gonâve
  - Anse-à-Galets
  - Pointe-à-Raquette

- Arondismentul Léogâne
  - Grand-Goâve
  - Léogâne
  - Petit-Goâve

- Arondismentul Port-au-Prince
  - Carrefour
  - Delmas
  - Gressier
  - Kenscoff
  - Pétionville
  - Tabarre
  - Cité Soleil
  - Port-au-Prince

### Departamentul Sud-Est
- Arondismentul Bainet
  - Bainet
  - Côtes-de-Fer

- Arondismentul Belle-Anse
  - Anse-à-Pitres
  - Belle-Anse
  - Grand-Gosier
  - Thiotte

- Arondismentul Jacmel
  - Cayes-Jacmel
  - Jacmel
  - La Vallée
  - Marigot

### Departamentul Sud
- Arondismentul Aquin
  - Aquin
  - Cavaellon
  - Saint-Louis-du-Sud

- Arondismentul Les Cayes
  - Camp-Perrin
  - Les Cayes
  - Chantal
  - Île-à-Vache
  - Maniche
  - Torbeck

- Arondismentul Chardonnières
  - Les Anglais
  - Chardonnières
  - Tiburon

- Arondismentul Côteaux
  - Côteaux
  - Port-à-Piment
  - Roche-à-Bateaux

- Arondismentul Port-Salut
  - Arniquet
  - Port-Salut
  - Saint-Jean-du-Sud